# Maurice Joyeux
Maurice Joyeux (Paris, 29 de janeiro de 1910 – Paris, 9 de dezembro de 1991) foi um militante e escritor anarquista francês. Inicialmente um mecânico e depois livreiro, ele é uma figura proeminente no movimento libertário.
Militante anarco-sindicalista na CGTU e depois na Força Ouvrière, reconstruiu duas vezes a Federação Anarquista, primeiro após a Segunda Guerra Mundial, depois em 1953  .

## Biografia

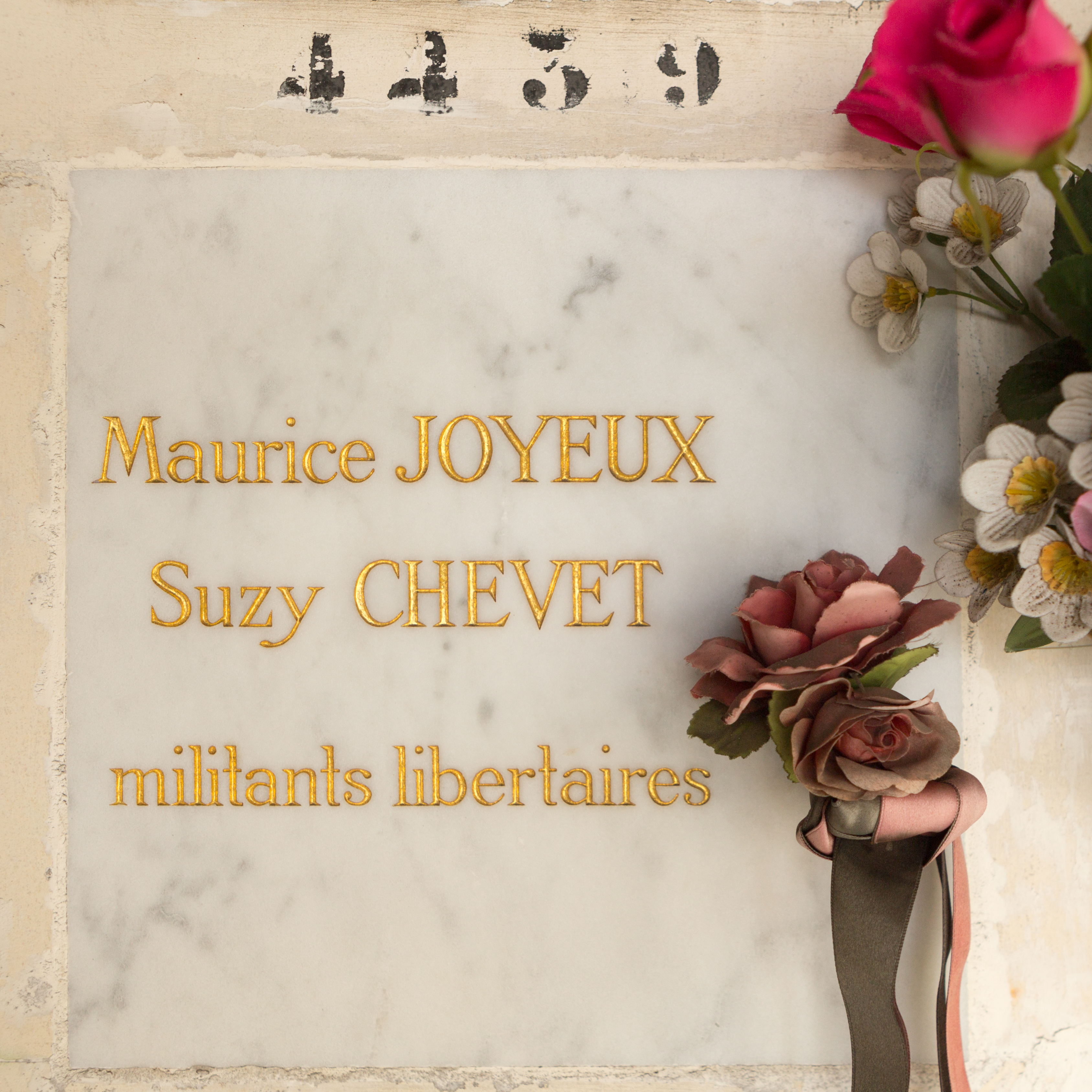
Caso 4439 no columbário Père-Lachaise.

Órfão da guerra (seu pai era um militante socialista), Maurice Joyeux foi aprendiz desde muito cedo, depois se tornou trabalhador.
Aos 14 anos, ele foi preso pela primeira vez e multado em 1.000 francos por quebrar uma costela do patrão com quem era aprendiz de chaveiro, que havia levantado a mão sobre ele  .
Em 1928, ele antecipa o alistamento e cumpre o serviço militar no Marrocos no 135º Regimento de comboio de automóveis, então, após ter sido condenado a um ano de prisão por briga com seu superior, foi parar em um regimento disciplinar em Colomb-Béchar (Argélia)  .

### Sindicalista e refratário
Seu primeiro contato com o anarquismo ocorreu em 1927 durante a campanha em favor de Sacco e Vanzetti.
Nessa poca milita dentro da CGTU e se engaja no Comitê de Desempregados do qual passa a ser secretário  .
Em 1933, na sequência da ocupação e saque do consulado polaco em Levallois-Perret (Sena) para protestar contra a morte de um trabalhador polaco num quartel onde os ratos comeram metade de seu braço, Joyeux foi detido na prisão de Santé. Ele compareceu perante a 13ª Câmara Correcional, que o condena a três meses de prisão e a 25 francos de multa por quebrar uma cerca, invasão de casa e vadiagem. Ele relata esse período em seu livro O Consulado Polonês.
Em 1935, por da sua recusa em se filiar ao Partido Comunista, foi excluído pela CGTU da direção do Comitê de Desempregados. Ele então se juntou à União Anarquista  e e sentenciado a seis meses de prisão por violência contra agentes. Em 1936, participa da ocupação de fábricas e lidera a Frente Revolucionária. Em 1938, ele ainda pagou  novamente seis meses de prisão por violência.
Refratário após a entrada na guerra da França, Joyeux foi preso em 1940, condenado a 5 anos de prisão e encarcerado em Lyon, na prisão de Montluc, de onde escapou após ter fomentado um motim, mas foi levado de volta e não foi libertado até 1944 . Este é o assunto de seu livro Mutinerie à Montluc publicado em 1971.

### Reconstrução da Federação Anarquista
Após a Segunda Guerra Mundial, ele estava entre os refundadores da Federação Anarquista ao lado, em particular, de Robert Joulin, Henri Bouyé, Georges Fontenis, Suzy Chevet, Renée Lamberet, Georges Vincey, Aristide e Paul Lapeyre, Maurice Fayolle, Maurice Laisant, Giliane Berneri, Solange Dumont, Roger Caron, Henri Oriol e Paul Chery  .
Assume a gestão do jornal Le Libertaire de 21 de agosto de 1947 à 5 de agosto de 1949.
Por um artigo publicado no jornal em 3 de abril de 1947 e intitulado "Preparação militar", ele foi condenado, em 17 de fevereiro de 1948, à pagar 5.000 francos de multa, pela 17ª Câmara Correcional. E em 4 de novembro de 1950, é condenado por "apologia do assassinato", sobre um artigo publicado no Libertaire em 17 de fevereiro, à pagar uma multa de 40.000 francos .
A partir de 1948, ele esteve ativamente envolvido no sindicato CGT-FO  .
Um pouco mais tarde, ele abriu uma livraria em Paris, Le Château des brouillards  .
Em 1953 ocorre a divisão da Federação Anarquista: Georges Fontenis, que criou a Organização Pensée Bataille (OPB), uma organização clandestina dentro da federação, provocou a fragmentação da Federação em várias organizações, incluindo a Federação Comunista Libertária (FCL).
Anarco-sindicalista e antimarxista confiante, participou da reconstrução da Federação Anarquista em torno de um novo jornal, Le Monde libertaire e de sua própria livraria, Publico. Os princípios básicos do novo FA são escritos de forma a reunir o maior número de anarquistas de todas as tendências. Uma aposta difícil de fazer, porque ele foi obrigado a se comprometer com os anarquistas individualistas. O resultado é um modo de operação que ele considerou "impossível": decisão unânime, cabendo a cada membro da FA o direito de veto sobre qualquer orientação da FA.
Em setembro de 1960, ele está entre os signatários do Manifesto dos 121, intitulado "Declaração sobre o direito à insubordinação na guerra da Argélia".
Em maio de 68, com sua sócia Suzy Chevet (1905-1972), e o Grupo Louise Michel, criou La Rue, uma revista de expressão cultural libertária, da qual foram publicados 87 números, de 1968 a 1987.
Em 1981, Joyeux foi o primeiro convidado da Radio Libertaire, rádio gratuita da Federação Anarquista em Paris  .
Era amigo de André Breton, Albert Camus , Georges Brassens e Léo Ferré .

## Obras
- Le Consulat polonais, Calmann-Lévy, 1957 (roman).
- L’Anarchie et la société moderne. Précis sur une structure de la pensée et de l’action révolutionnaires et anarchistes, Nouvelles Éditions Debresse, 1969.
- L’Anarchie et la révolte de la jeunesse, Casterman, 1970.
- Mutinerie à Montluc, Éditions La Rue, 1971.
- L’Écologie, La Rue, 1975.
- Bakounine en France, La Rue, 1976.
- L’Anarchie dans la société contemporaine : une hérésie nécessaire ? , Casterman, 1977, OCLC 4369078, 1996.
- L'Hydre de Lerne, collection La Brochure anarchiste, édition du Monde libertaire, Paris, 1983, 3e réédition (texte d'Predefinição:Date-).
- Karl Marx, le ténia du socialisme !, La Rue, 1983.
- Sous les plis du drapeau noir et Souvenirs d'un anarchiste ; 2 tomes de souvenirs, Éditions du Monde Libertaire, 1988.

### Artigos
- Quelques articles publiés dans Le Monde libertaire.
- Autogestion, Gestion directe, Gestion ouvrière. L'Autogestion, pourquoi faire ?, Volonté Anarchiste, n°9, Paris, édition du groupe Fresnes-Antony de la Fédération Anarchiste, 1979, texte intégral.
- Pourquoi j'ai signé le manifeste des 121 ?, Le Monde libertaire, n°64, Predefinição:Date-, texte intégral.
- L’Écologie : une chaîne dont le dernier maillon est la révolution libertaire, La Rue, n°20, 2e et Predefinição:3e 1975, texte intégral.

## Audiovisual

### Televisão
- Christian Bussy, Anarchie, j'écris ton nom, Signes des Temps, Radio-télévision belge de la Communauté française, Sonuma, Predefinição:Date-, voir en ligne.
- Jacqueline Lamant, Foi d'anar. Maurice Joyeux. Portrait d'un anarchiste, France Régions 3, Predefinição:Date-, 58 min, voir en ligne.
- Chrisitian Mottier, Ni Dieu ni maître, Temps présent, Radio télévision suisse, Predefinição:Date-, voir en ligne.

## Áudio
- L’anarchie et la société moderne, conférence, 22 min, écouter en ligne.
- Mémoire du siècle : Maurice Joyeux :  émission de France Culture produite par Antoine Spire et diffusée pour la première fois le Predefinição:Date- : un long entretien de Maurice Joyeux avec Antoine Spire où il évoque tout son parcours de militant anarchiste, libertaire et anarcho-syndicaliste